# Débora Alonso
Débora Alonso Herrero (Valladolid, 3 de junio de 1974) es una ex gimnasta rítmica española, campeona del mundo en modalidad de conjuntos (Atenas 1991) y bicampeona de Europa (Stuttgart 1992), además de lograr otras numerosas preseas con la selección nacional de gimnasia rítmica de España. La generación de gimnastas que integró es conocida con el seudónimo de las Primeras Chicas de Oro.

## Biografía deportiva

### Inicios
Se inició en la gimnasia rítmica en el Club Vallisoletano. En octubre de 1989 es convocada por Emilia Boneva para entrar en la selección nacional de gimnasia rítmica de España absoluta en la modalidad de conjuntos, de la que pasaría a formar parte hasta 1992.

### Etapa en la selección nacional

#### 1989-1990: llegada al equipo y suplencia

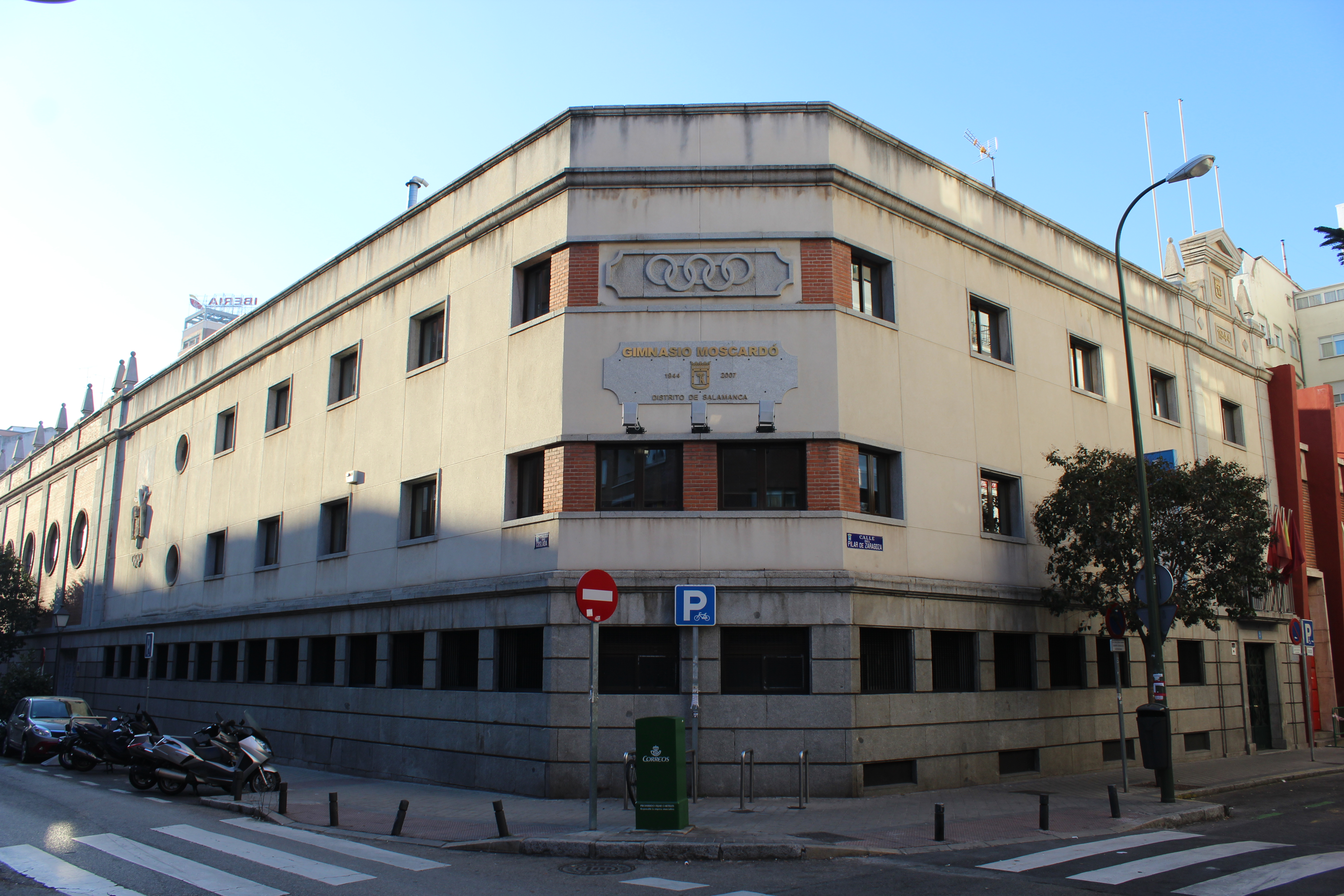
El Gimnasio Moscardó, en el distrito de Salamanca (Madrid), fue el lugar de entrenamiento de la selección nacional de gimnasia rítmica hasta 1997.

Durante el tiempo que fue componente del conjunto entrenaría unas 8 horas diarias en el Gimnasio Moscardó de Madrid a las órdenes de la propia Emilia Boneva y de Ana Roncero, que desde 1982 eran seleccionadora nacional y entrenadora de conjuntos respectivamente, y conviviría con todas las integrantes del equipo en una casa en La Moraleja.
En 1990 Débora no viajaría a ninguna competición, sino que permanecería en Madrid entrenando. De las cuatro suplentes que había ese año en el conjunto, solo dos podían viajar a las competiciones. El conjunto titular ese año fue Beatriz Barral, Lorea Elso, Bito Fuster, Montse Martín, Arancha Marty y Vanesa Muñiz, siendo suplentes Marta Aberturas y Gemma Royo. Cristina Chapuli también formaba parte del equipo, pero al igual que Alonso no fue convocada a las competiciones ese año.

#### 1991: título mundial en Atenas
Para 1991, Débora entró en el conjunto titular. Los dos ejercicios ese año fueron el de 6 cintas y el de 3 pelotas y 3 cuerdas. El primero tenía como música «Tango Jalousie», compuesta por Jacob Gade, mientras que el de pelotas y cuerdas, usaba el tema «Campanas», de Víctor Bombi. Para coreografiar los pasos de danza del ejercicio de 6 cintas se contó con la ayuda de Javier Castillo «Poty», entonces bailarín del Ballet Nacional, aunque el coreógrafo habitual del equipo era el búlgaro Georgi Neykov. Débora fue operada ese mismo año tras caerle la varilla de una cinta en un ojo durante un lanzamiento. Previamente al Mundial, consiguieron el oro en el torneo de Karlsruhe (por delante de URSS y Bulgaria) y 3 bronces en el Gymnastic Masters de Stuttgart, ambos en Alemania.

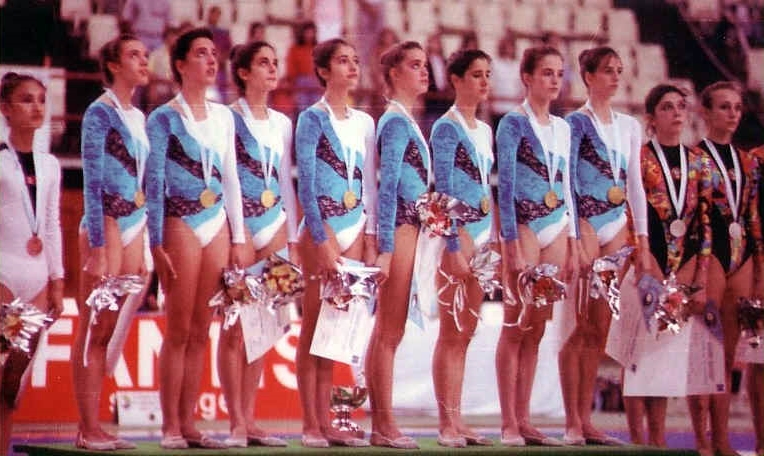
Débora (primera a la izquierda) junto al conjunto con el oro en el Mundial de Atenas (1991).

El 12 de octubre de 1991, el conjunto español logró la medalla de oro en el concurso general del Campeonato del Mundo de Gimnasia Rítmica de Atenas. Este triunfo fue calificado por los medios como histórico, ya que fue la primera vez que España se proclamó campeona del mundo de gimnasia rítmica. En la primera jornada del concurso general habían conseguido una puntuación de 19,500 en el ejercicio de 3 pelotas y 3 cuerdas, mientras que en la siguiente, con el montaje de 6 cintas, obtuvieron una nota de 19,350 (9,90 en composición y 9,45 en ejecución). Con una calificación total de 38,850, el equipo español consiguió finalmente superar en el concurso general a la URSS por 50 milésimas, mientras que Corea del Norte fue bronce. Al día siguiente, serían además medalla de plata en las dos finales por aparatos, la de 6 cintas, y la de 3 pelotas y 3 cuerdas. Estas medallas fueron conseguidas por Débora junto a Lorea Elso, Bito Fuster, Isabel Gómez, Montse Martín y Gemma Royo, además de Marta Aberturas y Cristina Chapuli como suplentes. Dichas medallas serían narradas para España por la periodista Paloma del Río a través de La 2 de TVE. Tras esta consecución, a finales de 1991 realizarían una gira por Suiza.

#### 1992: títulos europeos en Stuttgart y Mundial de Bruselas

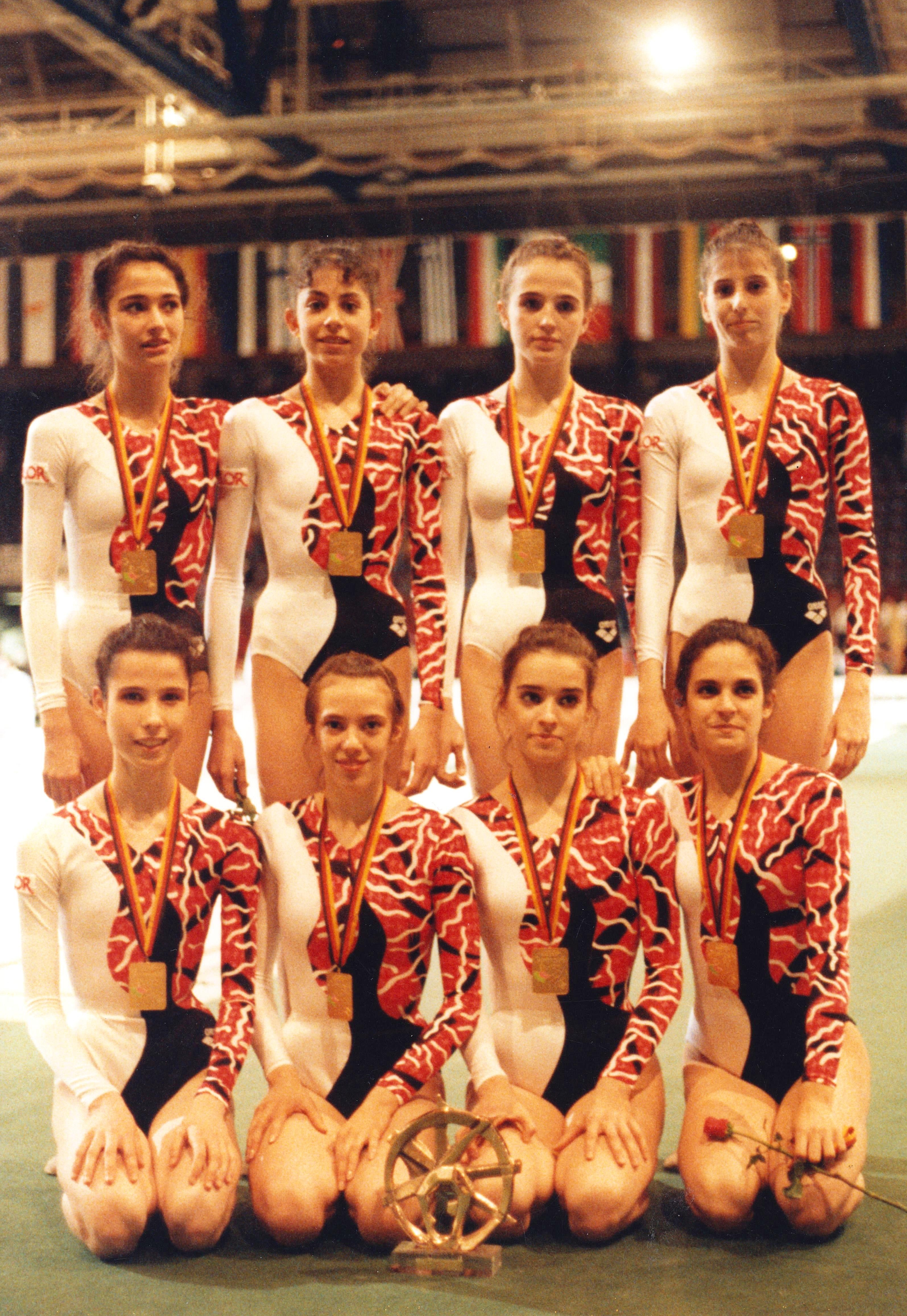
Débora (sentada, segunda a la izqda.) tras proclamarse campeona de Europa en Stuttgart (1992).

Para 1992, en el torneo de Karlsruhe serían plata, y posteriormente fueron invitadas a realizar una exhibición en el torneo de Corbeil-Essonnes. En junio de 1992, ya con nuevos ejercicios, participaron en el Campeonato Europeo de Stuttgart, donde obtuvieron la medalla de oro en el concurso general (compartida con Rusia), además de conseguir otro oro en la final de 3 pelotas y 3 cuerdas y el bronce en 6 cintas. El conjunto estaba integrado por Débora, Lorea Elso, Bito Fuster, Isabel Gómez, Montse Martín y Gemma Royo, además de las recién incorporadas Alicia Martín y Cristina Martínez como suplentes. No competiría en los Juegos Olímpicos de Barcelona debido a que los conjuntos no eran una modalidad olímpica entonces, aunque sí participaría junto al resto de sus compañeras en la ceremonia de apertura encabezando el desfile de las naciones participantes.
Poco después lograron el oro tanto en la Asvo Cup (Austria) como en la general del torneo Alfred Vogel Cup (Países Bajos), donde fueron además plata en 6 cintas y oro en 3 pelotas y 3 cuerdas. Las lesiones de Bito Fuster e Isabel Gómez, hicieron que el conjunto fuese reconfigurado para el Campeonato Mundial de Bruselas, quedando ambas como suplentes y siendo sustituidas en la titularidad de ambos ejercicios por Alicia Martín, Cristina Martínez y Bárbara Plaza, que se añadirían a Débora, Lorea Elso, Montse Martín y Gemma Royo. En esta competición el conjunto obtendría la medalla de plata en el concurso general, quedándose a solo una décima de poder revalidar el título mundial que habían conseguido el año anterior. Además, el 22 de noviembre lograron el bronce en 6 cintas y el octavo puesto en 3 pelotas y 3 cuerdas. Tras este Mundial, Débora se retiraría de la competición, al igual que haría el resto del sexteto titular que había sido campeón del mundo en Atenas el año anterior.

### Retirada de la gimnasia
Se retiró en 1992, tras disputar el Campeonato del Mundo de Bruselas. Posteriormente se ha dedicado a dar clases de gimnasia de mantenimiento, aeróbic, bailes de salón y gimnasia rítmica en la localidad de Cervera de Pisuerga (Provincia de Palencia), en la que vive con su familia.
El 16 de noviembre de 2019, con motivo del fallecimiento de Emilia Boneva, unas 70 exgimnastas nacionales, entre ellas Débora, se reunieron en el tapiz para rendirle tributo durante el Euskalgym. El evento tuvo lugar ante 8.500 asistentes en el Bilbao Exhibition Centre de Baracaldo y fue seguido además de una cena homenaje en su honor.

## Legado e influencia
El conjunto nacional de gimnasia rítmica de 1991 consiguió en el Mundial de Atenas el primer título mundial para la rítmica española, logrando en dicha disciplina imponerse por primera vez un país occidental a los países del Este. Sería además el primer equipo femenino español en proclamarse campeón del mundo en un deporte mediático. Reseñas de este hito aparecen en libros como Gimnasia rítmica deportiva: aspectos y evolución (1995) de Aurora Fernández del Valle, Enredando en la memoria (2015) de Paloma del Río o Pinceladas de rítmica (2017) de Montse y Manel Martín.

## Equipamientos
| Período   | Proveedor |
| --------- | --------- |
| 1989-1992 | Arena     |

## Música de los ejercicios
| Año       | Aparatos              | Música                                                                                 |
| --------- | --------------------- | -------------------------------------------------------------------------------------- |
| 1990-1991 | 3 pelotas y 3 cuerdas | «Spain» de Chick Corea, versionada por Michel Camilo y Tomatito.                       |
| 1991-1992 | 6 cintas              | «Tango Jalousie», compuesto por Jacob Gade.                                            |
| 1991      | 3 pelotas y 3 cuerdas | «Campanas», de Víctor Bombi.                                                           |
| 1992      | 6 cintas              | Pieza Sevilla, perteneciente a la Suite española, Op. 47 de Isaac Albéniz.             |
| 1992      | 3 pelotas y 3 cuerdas | Música del ballet Arraigo de Jerónimo Maesso, creado para el coreógrafo Víctor Ullate. |

## Palmarés deportivo

### Selección española
| 1991 - DTB-Pokal Karlsruhe Oro en concurso general - Gymnastic Masters de Stuttgart Bronce en concurso general Bronce en 6 cintas Bronce en 3 pelotas y 3 cuerdas - Campeonato del Mundo de Atenas Oro en concurso general Plata en 6 cintas Plata en 3 pelotas y 3 cuerdas 1992 - DTB-Pokal Karlsruhe Plata en concurso general | 1992 (continuación) - Campeonato de Europa de Stuttgart Oro en concurso general Bronce en 6 cintas Oro en 3 pelotas y 3 cuerdas - Asvo Cup Oro en concurso general - Alfred Vogel Cup Oro en concurso general Plata en 6 cintas Oro en 3 pelotas y 3 cuerdas - Campeonato del Mundo de Bruselas Plata en concurso general Bronce en 6 cintas 8º puesto en 3 pelotas y 3 cuerdas |

## Premios, reconocimientos y distinciones
- Medalla al Mérito Gimnástico, otorgada por la Real Federación Española de Gimnasia (1991)

## Galería

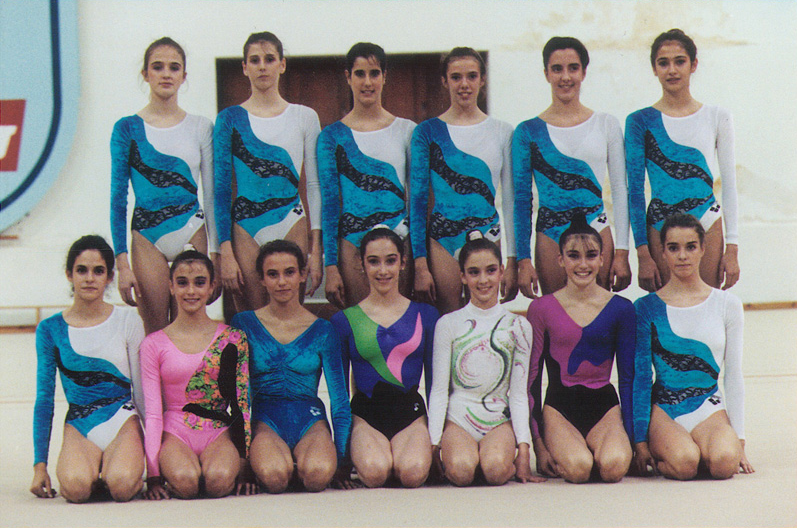
Alonso (de pie, tercera a la derecha) con la selección de gimnasia rítmica en el Gimnasio Moscardó (1991).
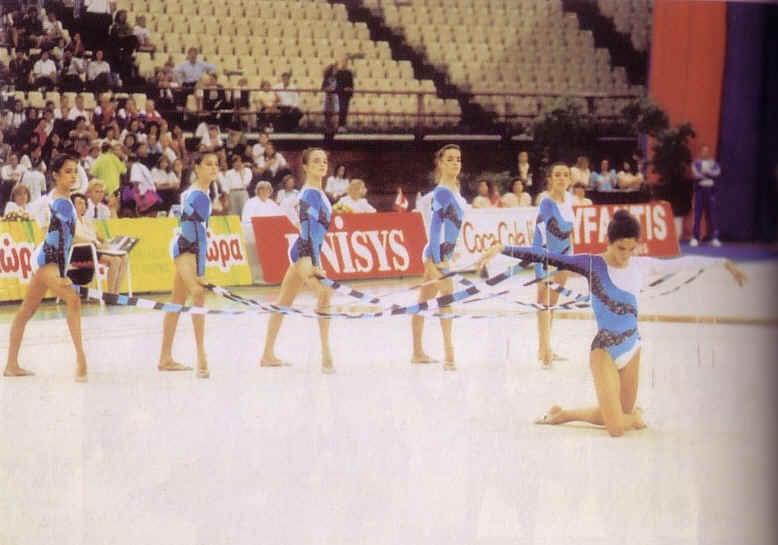
Débora (al fondo, primera a la derecha) en el inicio del ejercicio de 6 cintas en el Mundial de Atenas (1991).
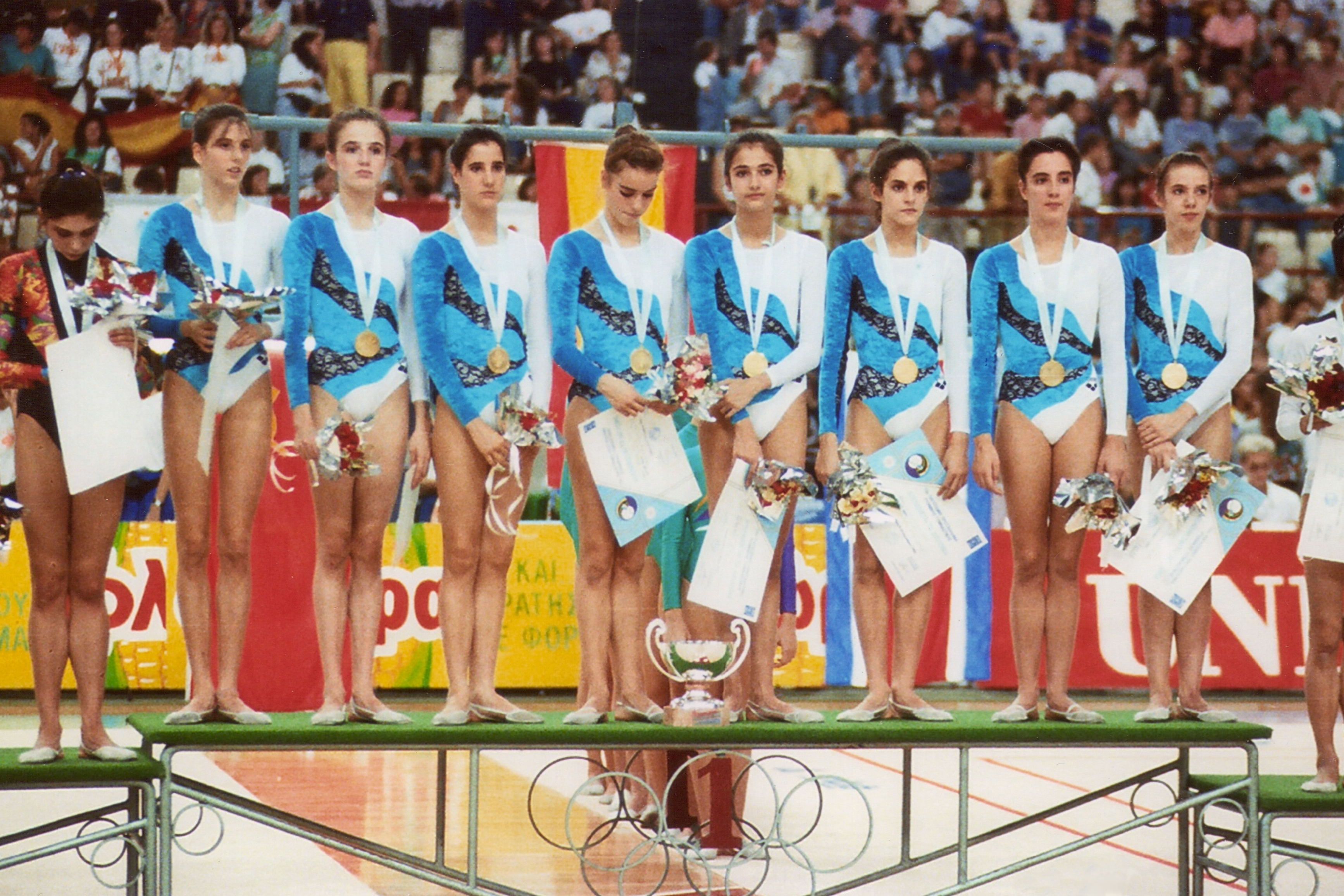
El conjunto español con el oro en el podio del concurso general del Mundial de Atenas.
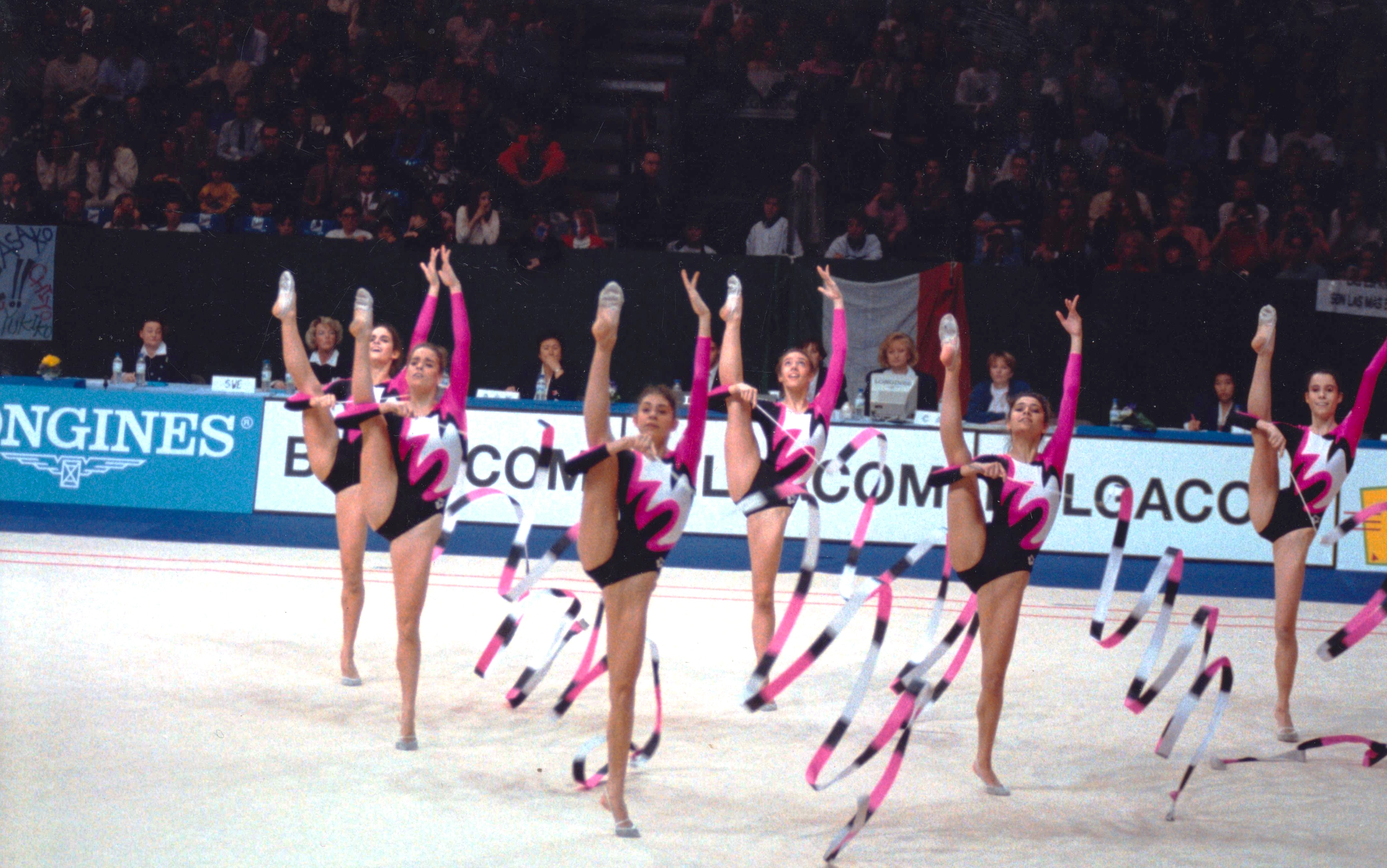
El conjunto durante el ejercicio de 6 cintas en el Mundial de Bruselas (1992).
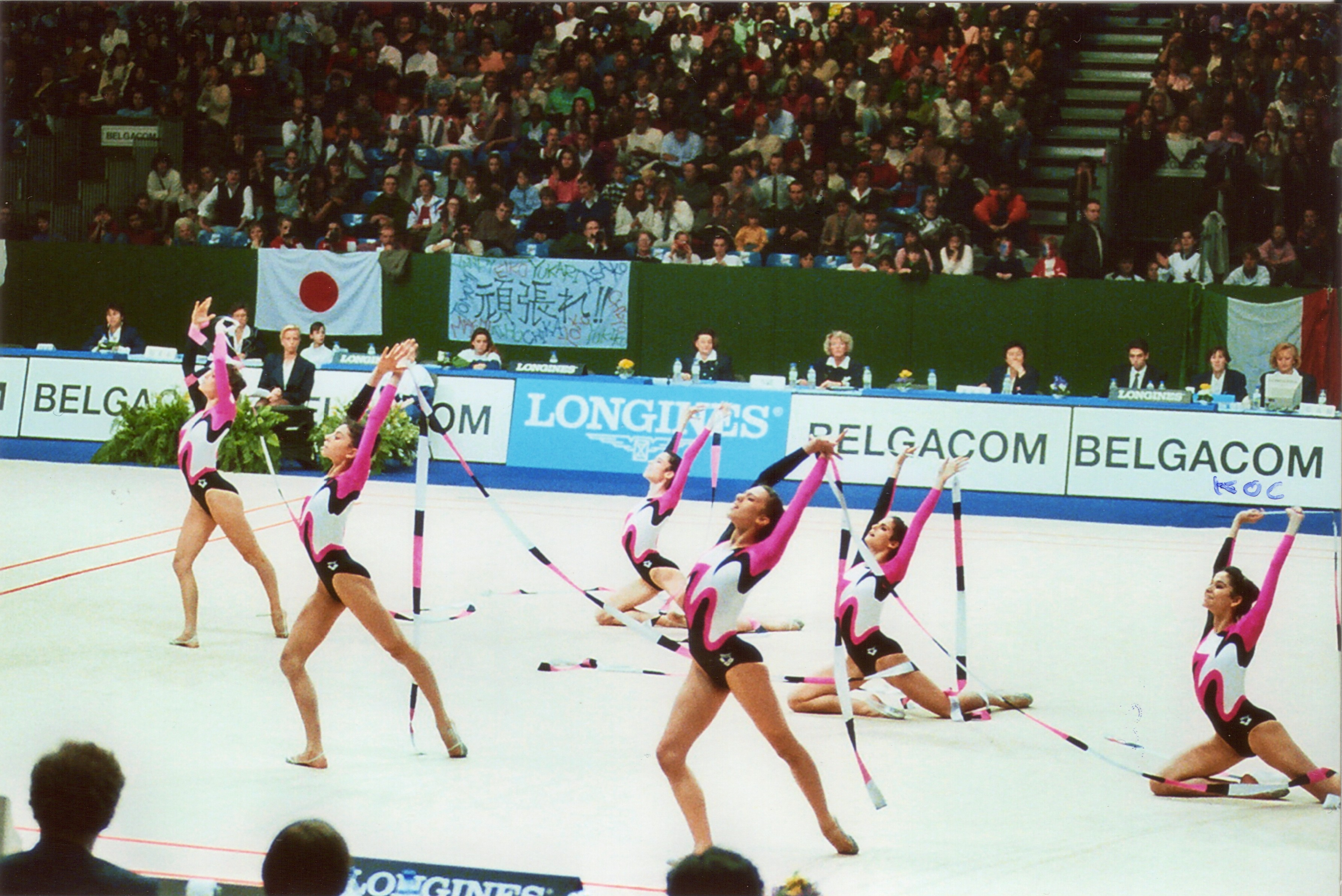
Final del ejercicio de cintas en Bruselas, montaje donde usan la pieza Sevilla de la Suite española, Op. 47 de Isaac Albéniz.
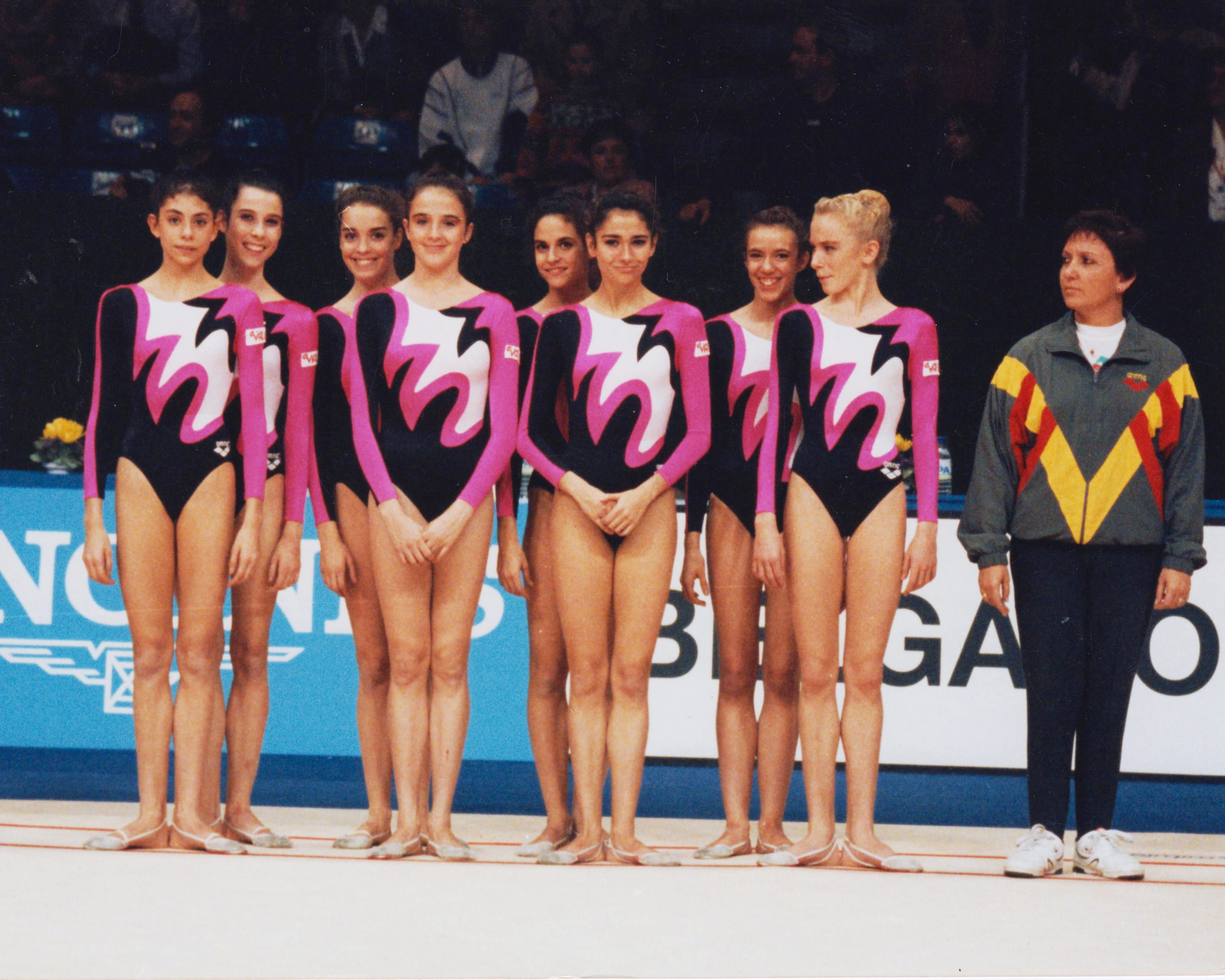
El equipo español antes de subir al podio en dicho Mundial.
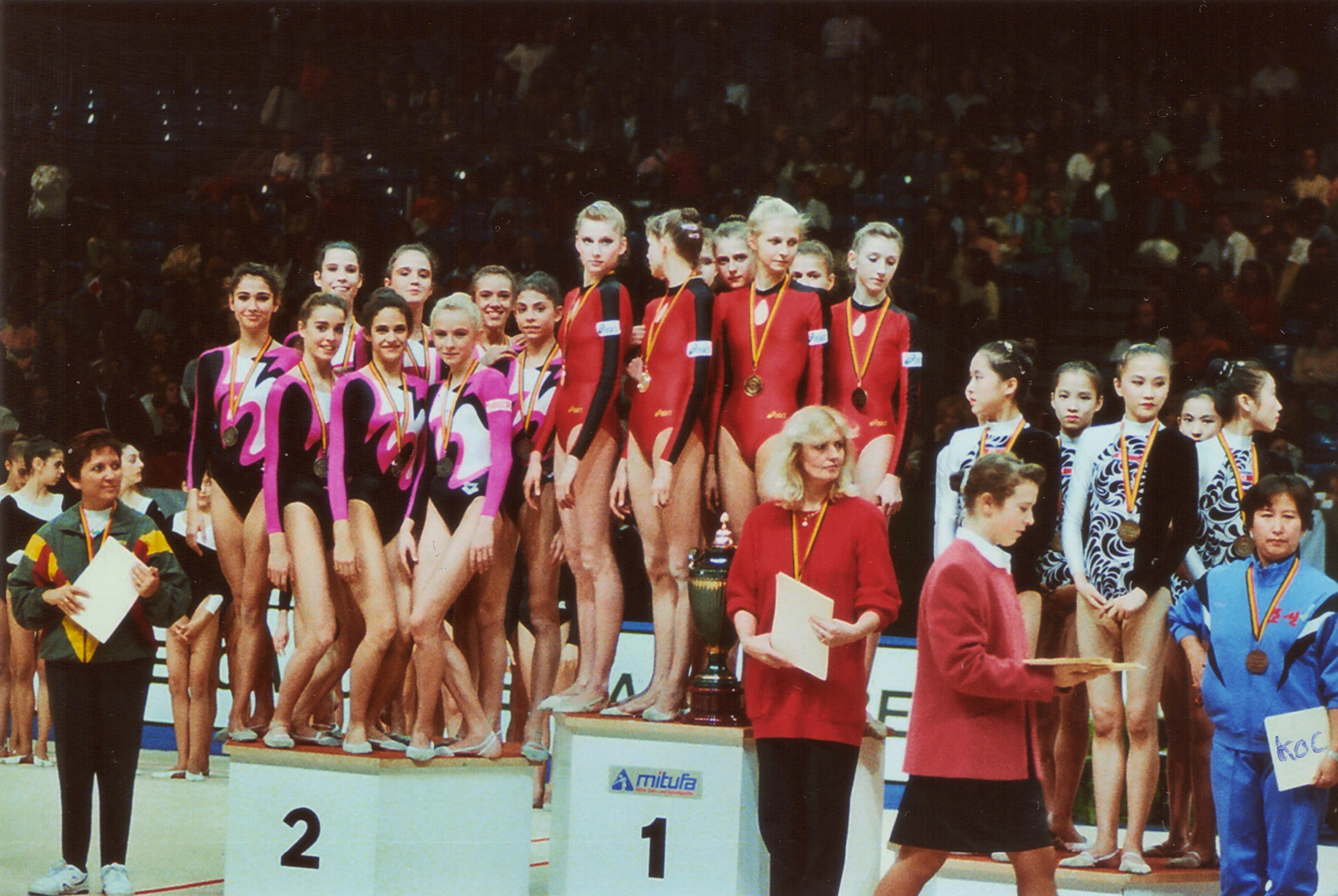
El conjunto español con la plata en el podio del concurso general en Bruselas.
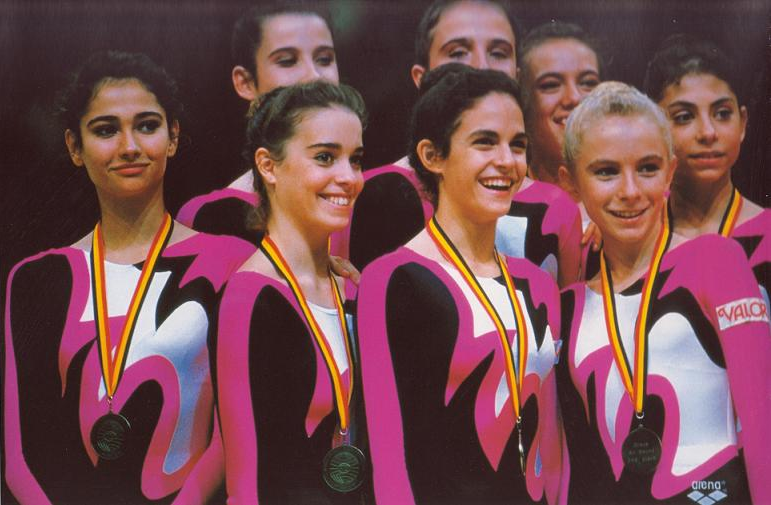
Primer plano del conjunto en el podio de la general de Bruselas.

## Filmografía

### Programas de televisión
| Programas de televisión | Programas de televisión | Programas de televisión | Programas de televisión              |
| ----------------------- | ----------------------- | ----------------------- | ------------------------------------ |
| 1990                    | Camarada Boneva         | La 2 de TVE             | Aparición en reportaje               |
| 1991                    | De tú a tú              | Antena 3                | Invitada junto al resto del conjunto |
| 1991                    | Tele 5 ¿dígame?         | Telecinco               | Invitada junto al resto del conjunto |
| 1991                    | VIP Tarde               | Telecinco               | Invitada junto al resto del conjunto |